# 劉紀文
劉紀文（1890年10月19日—1957年4月12日），原名兆銘，字自然，别字紀文，并以别字行。祖籍广東省广州府東莞县横沥镇下车岗村，生于广东省廣州府順德县（今改隸佛山市順德區），中国民主革命家，中华民国政治人物。曾任南京特别市首任市长，广州國民政府第十三任市长。

## 生平

### 清末民初的活動

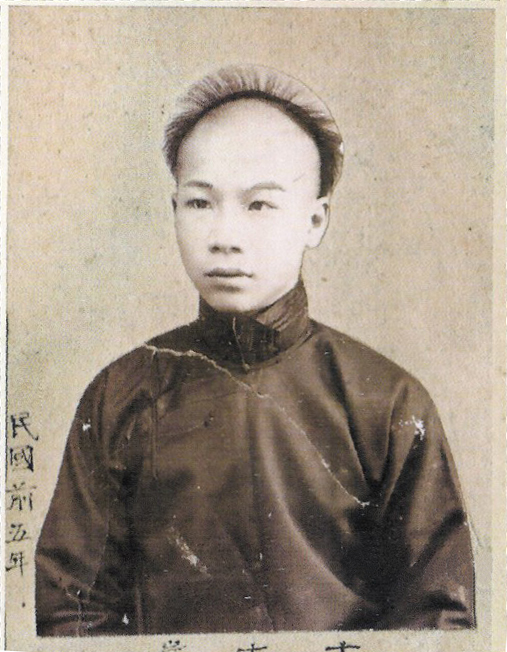
17岁时的刘纪文

劉紀文祖籍广东省东莞县横沥下车岗村，世代务农。清朝咸丰、同治年间，刘家从东莞县迁居顺德县。
1890年10月19日，劉紀文生于順德县古楼堡佩江乡。父亲刘泰全，母亲老氏。1909年，刘纪文、郑岸父等人在香山县石岐果栏街开设庆利商店，作为秘密联络点，鼓吹革命。1910年（宣統2年），劉紀文参加广州新军起義。同年，由周演明介绍、谢英伯主盟，劉紀文加入中国同盟会。1911年辛亥革命爆发，广东军政府成立。1912年（民国元年）12月，广东军政府派48名中国同盟会会员赴日本留学，20名赴欧美留学，刘纪文、丁颖、李仙根、周演明等人被送往日本留学。在日本，刘纪文入东京私立志成学校。1913年6月，刘纪文在东京小石川区扫除町中华圣公会接受了伊悦理牧师为其主持的洗礼。1914年，刘纪文自志成学校毕业，入日本私立法政大学学习政治。1914年中華革命党成立，劉紀文任财政部员。在留学日本之前以及在日本初期，他一直名“兆铭”，后来增别字“纪文”，并且以字行。1917年毕业归国。
1917年归国後，劉紀文在上海的中華革命党事務所负责財務。后来，随孙中山南下广州。1917年9月起，历任广東軍政府財政部佥事、广東省金庫監理、广州市審計处处長等职。1920年（民国9年），任陸軍部軍需司司長。1921年4月3日，广州市政厅成立，孙科出任第一任广州市长，刘纪文任审计局长。1922年6月16日，陈炯明部下发动六一六事变，炮轰越秀山的总统府，刘纪文在东较场遇到了负伤的孙中山警卫张猛，便为张猛包扎了左膝下的伤口，并用汽车将张猛送到了第一师司令部（长堤官铸局）。
1923年（民国11年）3月，任陆海军大元帅大本营審計局局長兼金庫長。其後，转任大本营軍需处处長。1923年8月，孙中山任命刘纪文为广东省政府欧美市政考察专员，派其带队赴英国留学。刘纪文一行入伦敦大学倫敦政治經濟學院2年，入剑桥大学1年，从事经济学研究。利用在英国学习的间隙，刘纪文考察了欧洲数国的市政建设。

### 南京国民政府

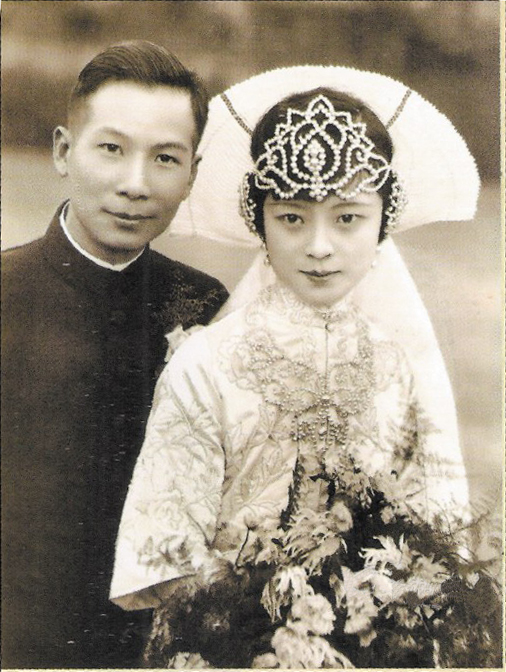
刘纪文与许淑珍结婚照

1926年夏，刘纪文完成了在英国的学业，先赴欧美国家考察市政，后来经加拿大回到广州。1926年7月17日，出任广東省政府委員兼農工厅厅長。1926年9月，由于“曲江农民减租”事件，刘纪文被调职。该事件是曲江县由于大旱故粮食失收，农民强烈要求减租，广东省农协常委周其鉴、广东省农协北江办事处主任蔡如平等人与曲江农协商议之后，决定减租三成，上报广东省农工厅，但遭到厅長刘纪文的拒绝。9月24日，曲江县救灾会代表赴广州请愿，并质问厅长刘纪文。为了使事态平息，广州国民政府同意了曲江代表的要求，刘纪文也因此被调离，改任国民革命军总司令部军需处处长。
1927年（民国16年）4月，国民政府定都南京。6月6日，南京被定为特别市。在蒋介石的推荐下，1927年5月，刘纪文出任南京特别市首任市長。同年8月初辞任。
1927年9月，刘纪文随蒋介石赴日本，11月归国。1928年（民国17年）5月，任国民革命軍经理处处長。7月，重任南京市市長。同年中，历任国民政府軍事委員会軍医監理委員、营防設計委員、国民政府建設委員会員。
在两次出任南京市长期间，1927年6月1日，刘纪文在《市政府宣言》中称：为了改变南京“教育之幼稚，实业之凋敝，市廛之湫隘，道路之不平”的情况，他准备在南京辟建马路，改善交通，端正人心，建造公园。刘纪文前后两次担任南京市长期间，开辟了“中山大道”，在玄武湖边创建了“五洲公园”，即今天的玄武湖公园。
南京设市之初，财政拮据，刘纪文抓住国民政府筹备孙中山奉安大典的机会，提出“修筑迎榇大道”的建议，以方便运送孙中山的灵柩到中山陵安葬，得到采纳。1928年8月至1929年5月，兴建了一条长12公里、宽40米、铺有沥青路面的中山大道（包括今中山北路、中山路、中山东路、陵园路），其间刘纪文还派玄武湖管理局主任常宗会从上海法租界购得第一批悬铃木（即法国梧桐）数千株，植于中山东路、中山北路及陵园大道等道路两旁，成为南京第一批行道树。中山大道至今仍是南京的主干道。道路施工是于冬季进行，雨雪连绵，“所筑之路往往因水陷而不坚，工人苦累不堪”，总领施工的市工务局局长陈扬杰因工期延长被刘纪文免职。
中山大道比当时号称世界第一长街的美国纽约第五街还长3.2公里，至今仍是南京主干道。在修建中，刘纪文面临着巨大的拆迁压力。为取信于民，刘纪文首先拆除了蒋介石总司令部和官邸的部分建筑，让中山路从中穿过，这才顺利开通。
刘纪文出任市长后，派留法博士常宗会任玄武湖管理局主任。经过一年筹备，1928年8月19日，正式举行“玄武湖公园的开幕典礼”。1928年9月，刘纪文下令该公园更名为“五洲公园”，以世界五大洲的名称重新命名玄武湖上的五洲，分别陈列世界五大洲物产，使游人在半天的游程之内“可以小五洲”。刘纪文还专门作《五洲公园记》。后来1934年4月该公园改为“玄武湖公园”。

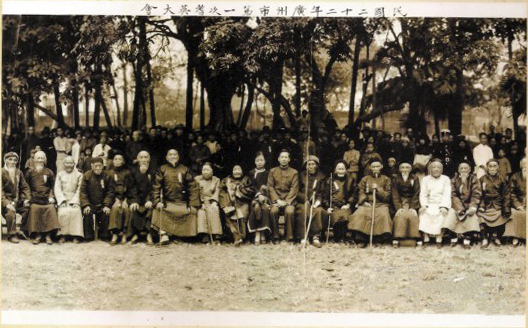
1933年，广州市第一次耆英大会，刘纪文夫妇与长辈合影。

1928年夏，刘纪文以南京各城门旧有名称多封建思想、不合革命时代需要为由，促请国民政府更改城门名称：朝阳门改为中山门，仪凤门改为兴中门，聚宝门改为中华门，神策门改为和平门，丰润门改为玄武门，洪武门改为光华门，海陵门改为挹江门。1929年4月，刘纪文致信邀请蒋介石、于右任、蔡元培、谭组安、胡展堂、戴季陶6人分别为新城门名题写匾额。蒋介石题写“中华门”，于右任题写“光华门”，蔡元培题写“玄武门”，谭组安题写“中山门”、“兴中门”，胡展堂题写“和平门”，戴季陶题写“挹江门”。这些新城门名使用至今。 
在南京，刘纪文与许淑珍结婚。许淑珍小刘纪文17岁，原和父母住在上海北四川路，和妹妹许淑英都是上海晏摩氏女校学生。1928年10月18日，刘纪文、许淑珍先在南京市政府大礼堂举办婚礼，蒋介石、谭延闿为证婚人，后又到南京圣公会礼拜堂举行基督教仪式，婚礼豪华气派，“新夫人穿25元一双的丝袜”成了新闻。
1929年（民国18年）3月，刘纪文任中国国民党第三届中央執行委員、赈灾委員会常務委員。同年6月，任总理陵園管理委員会常務委員，7月任首都建設委員会秘書長。此外，在1929年内，还历任中国国民党总理奉安委員会布置組主任、中国国民党南京市党部執行委員兼常務委員。他任南京特別市市長一直任至1930年（民国19年）4月。1930年4月25日，刘纪文在上海就任財政部江海关監督。

### 广州国民政府

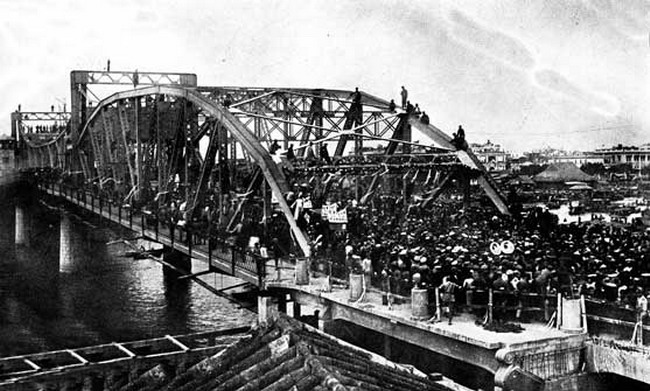
1933年海珠桥开通首日

1931年（民国20年）2月，中国国民党元老胡漢民遭到蒋介石軟禁。劉紀文随汪兆銘（汪精衛）、孫科、古应芬参加了反蒋的广州国民政府，劉紀文任政務委員。1931年夏，随广州方面的外交部長陳友仁共同訪问日本，与日本外相幣原喜重郎就中日关係举行会談。其後，九一八事变爆发，中国各派大团结。12月，劉紀文任中国国民党第四届中央執行委員、革命債務調査委員会委員。

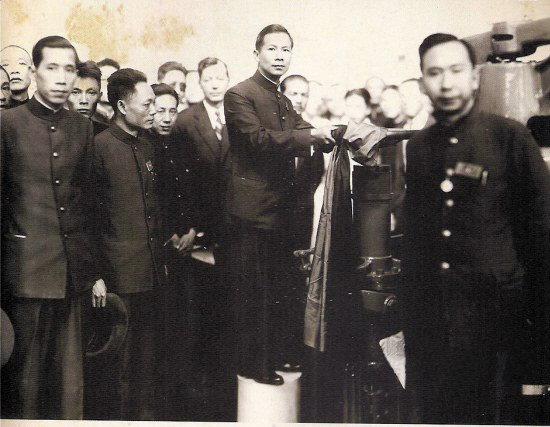
1933年2月15日，刘纪文主持广州河南电力分厂开幕礼

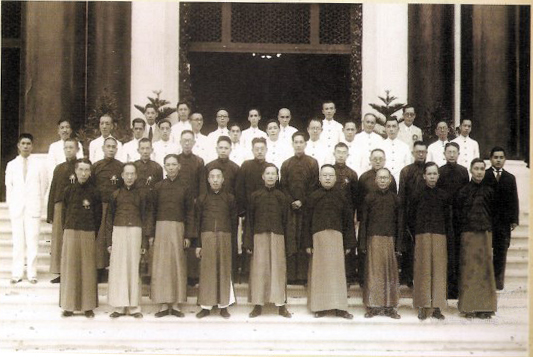
刘纪文与广州市政府职员合影

1932年（民国21年）3月21日，国民政府西南政务委员会决定刘纪文代理广州市市长。1932年3月28日，刘纪文在广州市政府举行的典礼上就职。同日，刘纪文任命詹菊似任社会局长、何荦任公安局长、袁梦鸿代理工务局长、刘秉纲代理财政局长。从1932年至1936年，刘纪文一直担任广州市市长职务。1934年（民国23年），刘纪文任中国国民党广州市党部執行委員兼常務委員。1935年11月，继续当选中国国民党第五届中央執行委員。
上任初始，刘纪文便提议成立城市建设委员会，开始致力于城建总体规划。经过缜密研究，制订了全市的道路系统规划并绘成系统图，于1932年向全市公布。这一规划完全突破了原有城区的局限，从全区域整体考虑，并且和铁路系统进行统筹。以这份规划为代表的一系列规划的出台，标志着广州近代规划在上世纪30年代逐步走向成熟。在1933年开始实施的“广东三年施政计划”中，广州是广东省区域经济布局的中心。刘纪文任内，初步建成了西村工业区、河南工业区。广州还兴建了珠江上的第一座桥梁——海珠桥，修建了西堤轮渡码头，并建设了广州市立中山图书馆、模范住宅区等建筑。广州至广东省内各地和广东省外几座大城市及香港的长途电话开通，并建立了无线电台。1932年4月7日，东山电话分所建成开幕，广州市内的电话号码一举扩充3000个，当时广州已经有7000个电话用户。截至1934年，广州市的马路总长度达到了140公里，新增了5家公共汽车公司，开辟了19条公共汽车路线。
刘纪文任内，广州还规定了汽车牌号永久使用，规定了长途汽车路线及辅助站，要求在十字路口设交通线，增加公共汽车停车位等等。他甚至还规定各种汽车要使用优良燃料，这种对“清洁能源”的重视在那个时代是相当超前的观念。
1936年7月，陈济棠下台。同月，刘纪文担任广东省政府委员，曾养甫接任广州市市长。刘纪文离任市长之后，在东山建设了一座书楼，取名“三思”。三思楼建成之后，刘纪文花7000多元搜集中国古籍秘本以及名人书传，置于楼内，楼内墙上挂满名人字画，还放置有古玩瓷器。

### 抗日战争及其后

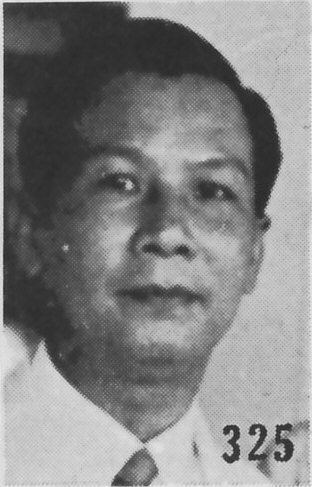
《最新支那要人传》中的刘纪文照片

1937年（民国26年）2月，劉紀文任国民政府審計部政務次長。抗日战争期間，1938年，日军占领广州，刘纪文来到重庆，此后历任陪都建設計画委員、特種考試典試委員長。在重庆，劉紀文慰劳抗日将士，通过广播电台向日本占领区进行宣传。1940年2月，刘纪文参加了重庆各界慰劳前线将士代表团，赴桂林、韶关、衡阳、耒阳等地劳军。1944年元旦，在国民政府授勋仪式上，刘纪文获授二等景星勋章。1945年（民国34年）5月，劉紀文继续当选为中国国民党第六届中央執行委員。战後的1946年，刘纪文任审计部政务次长。1947年11月，当选广州市的行憲国民大会代表。1949年（民国38年），劉紀文流亡日本，后来转赴台湾，任总統府国策顧問。1954年（民国43年）7月，任光復大陸設計研究委員会委員。
1955年，刘纪文发现便血，以为是痔疮。后到台大医院检查，确诊为肠癌。1956年春，刘纪文在美国接受了手术，但癌细胞已转移到肝。1957年3月13日，在入医院前的一晚，刘纪文向妻子及儿女称：“我这次进医院，若好了，我要再次为国为民，拼此老命！如果不能医治，请把此躯给医学人士解剖检验，或许有所贡献……”
1957年（民国46年）4月12日，劉紀文在美国加利福尼亚州洛杉矶望城医院病逝。享年68岁（滿66歲）。

## 城市理念
在主政南京期间，刘纪文曾经说过：罗马帝国城市的繁荣，表面上看是帝国秩序的稳定和通都大邑的昌盛，但关键是造就了素质优秀的市民和史无前例的市民文化。刘纪文认为，其主要原因是教育，故而教育应是市政的重中之重。刘纪文强调，大批的农民涌向城市，有人如临大敌，有人视而不见，这都是不正确的对策，首要的是解决教育问题。这可以让原来城市之外的人成为城市建设的“主力部队”。
1933年，刘纪文在香港中兴报纪念刊上发表专文，陈述其关于市政的设想。他颇有新意地提出，广州的新行政中心应该建于河南，而原有的市政厅（市府大楼）可改为博物馆，以“使本市得一较宏伟完备之文化机构，以供群众之观览，而为社会教育之助”。刘纪文在广州努力建设100所六年制国民义务教育学校，当时他潜心研究英国、美国、日本三国教育状况，并详细调查了三国儿童入学、失学以及成年后就业的情况，得出结论指义务教育是整个教育系统的基石。在财政支绌的当时，非有强大魄力及宏伟眼光者不能为之。此外，他还在广州市内设立了800几间免费公厕，成为提升城市文明程度、方便市民的重要之举。

## 逸事
坊间传说，1914年，刘纪文曾从日本赴美国看望在哈佛大学念书的好友宋子文，遂结识了在美国学习的宋美龄。1916年，经宋子文撮合，宋美龄与刘纪文在美国纽约订婚。
实际上，刘纪文从未与宋美龄订婚。与刘纪文订婚的是古应芬的长女古婉仪。但古婉仪未能跟刘纪文结婚便英年早逝，古婉仪的墓碑便是刘纪文所写，上面写着“聘妻”。
覃振曾与郭汝瑰讲述刘纪文与宋美龄、古婉仪的故事：“啊，那（宋美龄原来的爱人是刘纪文）绝对不是，刘纪文是古膺芬的女婿。孙中山当总统时，古任文官长。以前，刘纪文的家很贫寒，根本不可能送刘到美国留学。刘纪文到美国读书是古膺芬资助的，刘在美国哥伦比亚大学读书时与宋美龄是同学，但他们之间只有同学情谊。刘纪文一直没有忘记古膺芬，并望毕业后回来与古的女儿结婚。但是，当刘从美国回来时，古的女儿却已经离开了人世。刘纪文当南京市市长，是古膺芬的关系，也可能与宋美龄有关系，但宋美龄原来的意中人是谭延闿而不是刘纪文。”

## 家庭

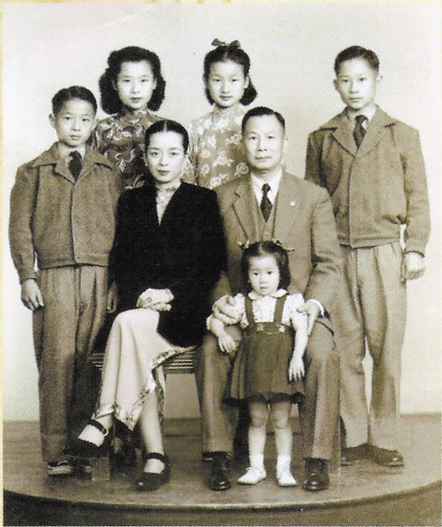
1948年全家福。前排左起许淑珍、刘庆华（幼女）、刘纪文；后排左起刘良栋（次子）刘曼华（长女）、刘恩华（次女）刘良柱（长子）

- 妻：许淑珍[13]
- 长女：刘曼华[13]
- 次女：刘恩华[13]
- 幼女：刘庆华
- 长子：刘良柱[13]
- 次子：刘良栋[13]